# Insuficiență cardiacă
Insuficiența cardiacă (IC), denumire adesea utilizată pentru a desemna insuficiența cardiacă cronică (ICC), apare atunci când inima nu mai este capabilă să mențină fluxul sangvin, astfel încât să satisfacă nevoile corpului. Termenii insuficiență cardiacă congestivă (ICC) sau insuficiență congestivă a inimii (ICI) sunt adesea utilizați în paralel cu insuficiența cardiacă cronică. Semnele și simptomele includ, de obicei, dificultatea respiratorie, oboseala excesivă și umflarea picioarelor. Dificultatea respiratorie se înrăutățește, de obicei, prin exercițiile fizice, statul în poziția culcat și noaptea, în timpul somnului. De multe ori există o limitare a efortului fizic pe care acești oameni îl pot efectua, chiar și atunci când aceștia sunt sub tratament medicamentos.

## Cauze
Cauzele comune ale insuficienței cardiace includ: boala arterială coronariană, incluzând un infarct miocardic anterior (atac de cord), hipertensiunea arterială, fibrilația atrială, boala valvulară cardiacă și cardiomiopatia. Acestea cauzează insuficiența cardiacă prin schimbarea structurii sau funcționării inimii. Există două tipuri principale de insuficiență cardiacă: insuficiența cardiacă cauzată de insuficiența ventriculară stângă și insuficiența cardiacă cu fracție de ejecție normală , în funcție de afectarea capacității ventriculului stâng de a se contracta sau de abilitatea inimii de a se relaxa. Severitatea bolii este clasificată, de obicei, în funcție de gradul de reducere a capacității de exercițiu fizic. Insuficiența cardiacă nu este sinonimă cu infarctul miocardic (în care o parte a mușchiului inimii nu mai funcționează) sau cu stopul cardiac (în care fluxul sangvin se oprește în totalitate). Alte boli ce ar putea avea simptome asemănătoare insuficienței cardiace includ, printre altele: obezitatea, problemele renale, problemele hepatice, anemia și boala tiroidiană.

## Tratament
Boala este diagnosticată cu ajutorul istoricului simptomelor și a examinării fizice, prin confirmarea adusă de o ecocardiografie. Analizele de sânge, electrocardiografia și radiografia toracică pot fi utile pentru a stabili bazele cauzei. Tratamentul depinde de severitatea și cauza bolii. La persoanele bolnave cronic, dar în stare stabilă, tratamentul uzual constă în luarea unor măsuri privind stilul de viață, precum oprirea fumatului, exerciții fizice, și modificări ale dietei, precum și medicamentație. La persoanele cu insuficiență cardiacă cauzată de disfuncții ale ventriculului stâng, este recomandată folosirea unor inhibitori ai enzimei de conversie a angiotensinei și a unor beta-blocante. Pentru cei cu boală severă, pot fi folosiți antagoniști de aldosteron, un blocant al receptorilor angiotensinei sau hidralazină cu un nitrat. Dacă există o fracție de ejecție normală, ar trebui tratate problemele de sănătate asociate. Diureticele sunt de ajutor pentru retenția de fluide și, prin urmare, recomandate. Uneori, în funcție de cauză, un dispozitiv implantat precum pacemaker sau defibrilatorul cadiac implantabil ar putea fi de ajutor. Un dispozitiv de asistare ventriculară sau, ocazional, o un transplant de inimă pot fi recomandate la cei cu afecțiuni severe, în ciuda tuturor celorlalte măsuri.

## Epidemiologie și istoric

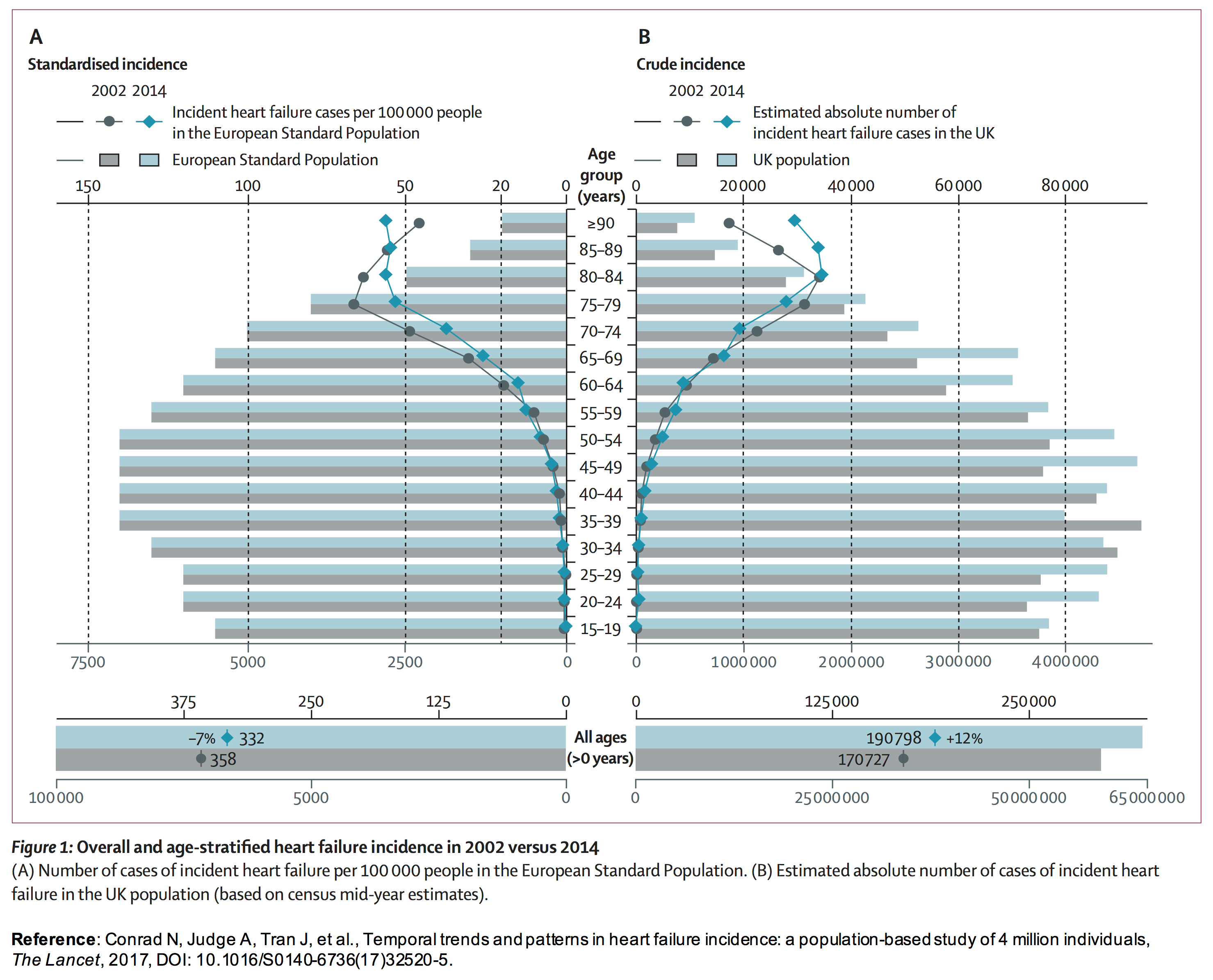
Incidența insuficienței cardiace pe grupe de vârstă

Insuficiența cardiacă este o boală comună, costisitoare și potențial fatală. În țările dezvoltate, aproximativ 2% dintre adulți au insuficiență cardiacă, iar la cei ce depășesc vârsta de 65 de ani, acest procentaj tinde spre 6–10%. În anul diagnosticării, riscul decesului este de 35%, după care scade sub 10% în fiecare an. Acest lucru este similar cu riscurile unui număr de tipuri de cancer. În Regatul Unit al Marii Britanii, boala reprezintă motivul pentru care 5% dintre oameni sunt internați în spital. Insuficiența cardiacă a fost cunoscută încă din antichitate, fiind menționată în papirusurile Ebers în jurul anului 1550 î.e.n.